# La Lagunilla (Tulancingo de Bravo)
La Lagunilla	 es una localidad de México localizada en el municipio de Tulancingo de Bravo en el estado de Hidalgo.

## Geografía
Se encuentra en la región geográfica del Comarca Minera, le corresponden las coordenadas geográficas 20° 04’ 07.261” de latitud norte y 98° 28’ 41.388” de longitud oeste, con una altitud de 2474 m s. n. m. En cuanto a fisiografía se encuentra en la provincia de la Eje Neovolcánico, dentro de la subprovincia del Lagos y Volcanes de Anáhuac; su terreno es de lomerío. En lo que respecta a la hidrografía se encuentra posicionado en la región del Pánuco, dentro de la cuenca del río Moctezuma, y dentro de las subcuenca del río Metztitlán. Cuenta con un clima templado subhúmedo con lluvias en verano, de mayor humedad.

## Demografía
En 2020 registró una población de 1580 personas, lo que corresponde al 0.94 % de la población municipal. De los cuales 757 son hombres y 823 son mujeres.
| Gráfica de evolución demográfica de La Lagunilla entre 1921 y 2020                           |
|                                                                                              |
| Población de los censos y conteos del Instituto Nacional de Estadística y Geografía (INEGI). |